# Володько, Михаил Никитович
Михаил Никитович Володько (бел. Міхаіл Мікітавіч Валадзько; 1904—1978) — работник советского сельского хозяйства, председатель колхоза имени Гастелло Минского района Минской области, Белорусская ССР. Герой Социалистического Труда.

## Биография
С 1946 года — председатель колхоза имени Гастелло, в 1962—1965 годах — колхоза имени Заслонова Минского района.
Под его руководством колхоз добился значительных успехов в экономическом и социальном развитии. Вывел колхоз в число передовых сельскохозяйственных предприятий Минского района. Указом Президиума Верховного Совета СССР от 18 января 1958 года удостоена звания Героя Социалистического Труда «за выдающиеся успехи, достигнутые в деле развития сельского хозяйства по производству зерна, картофеля, льна, мяса, молока и других продуктов сельского хозяйства, и внедрение в производство достижений науки и передового опыта» с вручением ордена Ленина и золотой медали Серп и Молот.

## Награды
- Герой Социалистического Труда
- Орден Ленина
- Орден Трудового Красного Знамени
- Орден Отечественной войны 1 степени
- Медаль «Партизану Отечественной войны» 1 степени
- Медаль ВДНХ